# Inés de Hinojosa
Inés de Hinojosa (Barquisimeto, provincia de Venezuela; 1540) fue una hacendada que se crio y se casó por primera vez en Carora. Fue ejecutada por crimen pasional en Tunja en 1571. Su caso constituyó uno de los mayores escándalos del Reino de Nueva Granada y Venezuela. Su historia fue escrita por primera vez por Juan Rodríguez Freyle en el capítulo X de El Carnero donde relataba los hechos entre 1560 y 1571. En 1864, una reescritura fue realizada por Temístocles Avella Mendoza en Los tres Pedros en la red de Inés de Hinojosa. La historia fue revivida igualmente en 1986 por el escritor colombiano Próspero Morales Pradilla en Los pecados de Inés de Hinojosa. Best seller del año, la novela se convirtió en una serie de televisión (Los pecados de Inés de Hinojosa) en 1988.

## Crónica
De origen mestizo, doña Inés se casó en Carora con el español Pedro de Ávila quien era borracho, parrandero y jugador. Vivían con Juanita, media hermana de Inés. Estableció una relación extramarital con Jorge Voto, quien se vendía a sí mismo como maestro de las costumbres de la corte española, y ambos planificaron el asesinato del marido.
La pareja, en compañía de Juanita, huyó de Carora y se radicó transitoriamente en Pamplona, donde contrajo matrimonio. Posteriormente residieron en Tunja, que era un enclave colonial de primera línea que emulaba a Santafé en cuanto al número y nobleza de los españoles que allí habitaban. El más importante era Pedro Bravo de Rivera, el encomendero de Chivatá, quien de inmediato reparó en Inés, y establecieron un romance.
Jorge Voto, que era bailarín, montó una academia de danza y estableció una sucursal en la capital del Reino. Al ausentarse de Tunja, ofrecía la oportunidad para el reencuentro de la pareja. Pedro Bravo de Rivera y doña Inés decidieron planear el asesinato del bailarín, que apareció muerto una mañana en el fondo de una quebrada. Esta vez los asesinos fueron descubiertos y se impartió justicia: el encomendero fue condenado a ser degollado e Inés recibió el castigo de la horca junto con Hernán Bravo de Rivera, hermano mestizo de don Pedro y cómplice en el asesinato de Jorge Voto. El entonces presidente de la real audiencia de Santafé, Andrés Díaz Venero de Leyva, decidió viajar personalmente a Tunja para encargarse del caso criminal.